# Mindaugas Kuzminskas
Mindaugas Kuzminskas, né le 19 octobre 1989, à Vilnius, dans la République socialiste soviétique de Lituanie, est un joueur lituanien de basket-ball. Il mesure 2,03 m, et évolue aux postes d'ailier et ailier fort.

## Biographie
Il est le meilleur joueur de la 3e journée de la saison régulière de l'EuroCoupe 2009-2010 alors qu'il joue avec le KK Šiauliai.
Lors de la saison 2012-2013, il remporte le championnat de Lituanie avec le Žalgiris Kaunas et est nommé meilleur joueur de la finale des playoffs.
En juin 2013, il signe un contrat de 2 ans avec l'Unicaja Málaga.
Il signe un contrat pour 2 années en NBA avec les Knicks de New York le 9 juillet 2016. Il joue une rencontre avec les Knicks lors de la saison 2017-2018 avant d'être écarté de l'effectif le 12 novembre 2017 pour permettre la réintégration de Joakim Noah.
En janvier 2018, Kuzminskas rejoint l'Olimpia Milan avec lequel il signe un contrat jusqu'à la fin de la saison en cours. Il prolonge ensuite pour la saison 2018-2019.
En juillet 2019, Kuzminskas s'engage pour deux saisons avec l'Olympiakós mais ne joue que quelques rencontres avant de partir pour le Lokomotiv Kouban-Krasnodar, un club russe.
En juillet 2021, Kuzminskas signe un contrat d'une saison avec le Zénith Saint-Pétersbourg. Après l'invasion de l'Ukraine par la Russie en février 2022, Kuzminskas quitte le Zénith.

## Palmarès

### En club
- Champion de Lituanie 2011, 2013
- Vainqueur de la Ligue baltique 2011
- Vainqueur de la coupe de la Fédération de Lituanie de basket-ball 2011
- MVP du All-Star Game LKL 2010
- All-Star Game LKL 2010, 2011

### En sélection nationale
- Championnat d'Europe
  -  Médaille d'argent au Championnat d'Europe 2013